# Ana Bucik
Ana Bucik (Nova Gorica, 21 luglio 1993) è una sciatrice alpina slovena.
Dalla stagione 2024-2025 ha aggiunto al proprio il cognome del coniuge e si è iscritta alle gare come Ana Bucik Jogan.

## Biografia

### Stagioni 2009-2013
Attiva in gare FIS dal dicembre del 2008, Ana Bucik ha debuttato in Coppa Europa il 24 febbraio 2009 partecipando alla discesa libera di Tarvisio e piazzandosi 64ª. L'esordio in Coppa del Mondo è avvenuto il 16 gennaio 2010 nello slalom gigante di Maribor, nel quale non è riuscita a portare a termine la prima manche.
Nel 2012 ai Mondiali juniores che si sono disputati a Roccaraso ha vinto la medaglia d'oro nella gara a squadre. All'inizio della stagione successiva, il 26 novembre, ha conquistato il suo primo podio di Coppa Europa, giungendo terza nello slalom speciale di Vemdalen in Svezia alle spalle dell'italiana Michela Azzola e della slovacca Petra Vlhová. Ai suoi primi Campionati mondiali, Schladming 2013, è stata 31ª nello slalom speciale

### Stagioni 2014-2025
In slalom speciale ha ottenuto, il 13 dicembre 2014, i primi punti in Coppa del Mondo, grazie al 26º posto nella prova di Åre. Ai successivi Mondiali di Mondiali di Vail/Beaver Creek 2015 è stata 11ª nella combinata e non ha concluso lo slalom speciale.
Il 6 gennaio 2016 conquista la sua prima vittoria in Coppa Europa, salendo sul gradino più alto del podio nello slalom disputato a Zinal in Svizzera; ai Mondiali di Sankt Moritz 2017 si è classificata 7ª nello slalom speciale e non ha completato la combinata. Il 26 gennaio 2018 ha ottenuto il suo primo podio in Coppa del Mondo, nella combinata di Lenzerheide (3ª). Ai XXIII Giochi olimpici invernali di Pyeongchang 2018, sua prima presenza olimpica, si è classificata 21ª nello slalom gigante, 24ª nello slalom speciale, 11ª nella combinata e 9ª nella gara a squadre; l'anno dopo ai Mondiali di Åre 2019 è stata 31ª nello slalom gigante, 9ª nella gara a squadre e non ha completato lo slalom speciale, mentre a quelli di Cortina d'Ampezzo 2021 si è classificata 9ª nello slalom speciale, 11ª nella gara a squadre e non ha completato lo slalom gigante. Ai XXIV Giochi olimpici invernali di Pechino 2022 si è piazzata 11ª nello slalom gigante, 11ª nello slalom speciale e 7ª nella gara a squadre; ai Mondiali di Courchevel/Méribel 2023 è stata 25ª nello slalom gigante e 9ª nello slalom speciale e a quelli di Saalbach-Hinterglemm 2025 si è classificata 24ª nello slalom gigante e 18ª nello slalom speciale.

## Palmarès

### Mondiali juniores
- 1 medaglia:
  - 1 oro (gara a squadre a Roccaraso 2012)

### Coppa del Mondo
- Miglior piazzamento in classifica generale: 21ª nel 2023
- 1 podio (in combinata):
  - 1 terzo posto

### Coppa Europa
- Miglior piazzamento in classifica generale: 18ª nel 2020
- 8 podi:
  - 2 vittorie
  - 2 secondi posti
  - 4 terzi posti

#### Coppa Europa - vittorie
| Data           | Località | Paese    | Specialità |
| -------------- | -------- | -------- | ---------- |
| 6 gennaio 2016 | Zinal    | Svizzera | SL         |
| 7 gennaio 2016 | Zinal    | Svizzera | SL         |

Legenda:

SL = slalom speciale

### Nor-Am Cup
- Miglior piazzamento in classifica generale: 80º nel 2016

### Far East Cup
- Miglior piazzamento in classifica generale: 14ª nel 2019
- 4 podi:
  - 3 vittorie
  - 1 terzo posto

#### Far East Cup - vittorie
| Data          | Località         | Paese  | Specialità |
| ------------- | ---------------- | ------ | ---------- |
| 23 marzo 2019 | Južno-Sachalinsk | Russia | GS         |
| 23 marzo 2019 | Južno-Sachalinsk | Russia | GS         |
| 25 marzo 2019 | Južno-Sachalinsk | Russia | SL         |

Legenda:

GS = slalom gigante

SL = slalom speciale

### Campionati sloveni
- 25 medaglie[1]:
  - 8 ori (supercombinata nel 2011; supercombinata nel 2013; slalom speciale nel 2014; slalom speciale nel 2016; discesa libera, combinata nel 2017; slalom speciale nel 2022; slalom speciale nel 2024)
  - 11 argenti (supergigante, supercombinata nel 2014; combinata nel 2015; combinata nel 2016; supergigante, slalom speciale nel 2017; slalom gigante, slalom speciale nel 2018; slalom gigante nel 2021; slalom gigante nel 2023; slalom gigante nel 2024)
  - 6 bronzi (supergigante nel 2011; supercombinata nel 2012; slalom speciale nel 2013; discesa libera nel 2014; slalom gigante nel 2015; slalom gigante nel 2022)